# Thaddaeus
Thaddaeus ist eine 2007 gegründete Atmospheric-Doom-Band aus Perth.

## Geschichte
Noch als Schulprojekt wurde Thaddaeus von Theo Bird 2007 gemeinsam mit Dennis Glorie gegründet. Das erste Stück wurde im Zuge einer Klassenarbeit, unter dem Bandnamen Mourning Sire, komponierten und vorgestellt. Theo übernahm in den Jahren danach zunehmend das Songwriting und änderte den Namen in Thaddaeus. Noch als Duo trat Thaddaeus ab 2008 vor zahlendem Publikum Live auf. Im Jahr 2009 verlor Glorie das Interesse an dem musikalischen Stil des Projektes, verließ Thaddaeus und Bird führte die Band vorerst allein, mit Gastmusikern die die Auftritte der Band unterstützten, fort. Seit 2014 benannte Bird einige der Wegbegleiter als Mitglieder der Band.
Alle Veröffentlichungen der Band erschienen im Selbstverlag als Musikdownload. Physische Tonträger wurden in den Jahren der Bandaktivität nur wenige produziert. Internationale Aufmerksamkeit erfuhr Thaddaeus damit kaum, was von Fürsprechern wie Stefano Cavanna in seiner Genre-Enzyklopädie Il suono del Dolore. Trent’anni di Funeral Doom., als ungerechtfertigtes Versäumnis der Öffentlichkeit gegenüber der Qualität und Individualität der Band bemängelt wurde.

„Oggettivamente, Thaddaeus è un progetto di grande spessore artistico, rimasto fino a oggi fuori dai radar della critica e quindi conosciuto da una ristretta cerchia di appassionati; anche per questo si spera in un’imminente uscita del nuovo album che, alla luce di quanto è già stato possibile ascoltare, potrebbe sanare apparente ingiustizia.“

„Objektiv gesehen ist Thaddaeus ein Projekt von immenser künstlerischer Tiefe, das bisher abseits des Kritiker-Radars nur einem kleinen Kreis Fans vorbehalten blieb; ein Grund, warum man auf eine baldige Veröffentlichung des neuen Albums hofft, das könnte im Lichte des bereits Gehörten gegebene Ungerechtigkeiten heilen.“

## Stil
Der von Thaddaeus gespielte Musikstil wird als „Atmospheric Funeral Doom“ kategorisiert. Die „feierlichen Elegien“ würden „in einem sehr langsamen Tempo“  mit klaren und deutlichen Gesang präsentiert. Insbesondere die Form des tragischen Klargesangs hebe im Genre ab. Der oft die Melodie führende Snythesizer-Einsatz weise indes Parallelen zum Dungeon Synth auf, während das Gitarrenspiel langsam und Riffbetont dem Rhythmus folgt.
Bird führte aus, dass er sich an Bands wie Void of Silence, Empyrium und Pantheist darin orientiere keinen Genre-Purismus nachzugehen, sondern sich der Stimmung und Atmosphäre ohne Genregrenzen zu widmen. Dabei sei die Musik gezielt „intensiv, schwer und lyrisch morbide“. Als Kernthema benennt er dabei menschliches Scheitern und psychologische Extreme.

## Diskografie
- 2007: (0,0,0) (Demo, Selbstverlag)
- 2007: The Sniper (Demo, Selbstverlag)
- 2007: The Gate / Queen of the Night (Album, Selbstverlag)
- 2008: The Journey (Demo, Selbstverlag)
- 2009: Sigh (Demo, Selbstverlag)
- 2012: The Aeneid (Album, Selbstverlag)
- 2014: Of Mortals (Single, Selbstverlag)
- 2020: The Gate (Re-issue) (Album, Selbstverlag)